# Maule M-7
Il Maule M-7 è una famiglia di monomotori leggeri ad ala alta prodotti dall'azienda statunitense Maule Air dalla metà degli anni ottanta. Gli M-7 sono conosciuti in tutto il mondo come cavalli da lavoro della linea Maule. L'M-7 può essere attrezzato facilmente sia per lavoro che per lussuose crociere attraverso il paese. Con l'alta velocità di crociera e la lenta di stallo, l'M-7 è un aeroplano da viaggio molto comodo e sicuro..

## Utilizzatori

### Militari
Ecuador
- Ejército Ecuatoriano

3 M-7A in servizio al febbraio 2019.
 Messico
- Armada de México

7 tra MX-7-180A e MX-7-180B in servizio al maggio 2019.
 Tunisia
- Al-Quwwat al-Jawwiyya al-Tunisiyya

12 MX-7 consegnati ed utilizzati per la sorveglianza dei confini.